# Sober
Sober és un municipi de la província de Lugo a Galícia. Pertany a la comarca de la Terra de Lemos i a la Ribeira Sacra.

## Geografia
Sober es troba a la Vall de Lemos, al sud de la província. Limita al nord i oest amb Pantón, al sud-oest amb Nogueira de Ramuín, al sud amb Parada de Sil i A Teixeira, al sud-est amb Castro Caldelas i a l'est amb Monforte de Lemos.
Els dos principals rius del municipi són el Sil, que el separa de la província d'Ourense pel sud i forma els seus coneguts canyons a la zona, i el Cabe, que fa de frontera física per l'oest.

## Història
Es conserven vestigis disseminats en diferents llocs del concello de Sober de construccions de finals del Neolític fins a l'edat del bronze, el període megalítico, dites mámoas així com restes de les cultures dels castros. Durant el període de l'antiga Roma, el concello va estar travessat per la calçada de la Via Nova que enllaçava Asturica Augusta amb Bracara Augusta. De la constitució del regne dels Sueus romanen els topònims de diverses parròquies. En el 785 el bisbe Odoari de Lugo va fundar la vila d'Amandi.

## Economia
El sector primari està centrat en la ramaderia bovina i porcina principalment. L'agricultura representa el 37% de la superfície, orientada al cultiu de cereals, patates i, sobretot, vinyes, amb els coneguts vins d'Amandi, de la Denominació d'Origen Ribeira Sacra. El 58% del municipi és de massa forestal, amb pins i roures.
La indústria ocupa el 15% de la població i es concentra en petites entitats familiars orientades principalment a l'elaboració de vi. Destaca la producció de material de construcció a Canaval i la terrissa artesanal de Gundivós.
El sector terciari s'aglutina al voltant dels serveis municipals i administratius i comerços. Cada quinze dies hi ha una fira, així com un mercat de productes.

## Llocs d'interès
- Casa Gran de Rosende

## Parròquies
| - Amandi - Santo Estevo de Anllo - San Martiño de Anllo - Arroxo - Barantes - Bolmente - Brosmos - Bulso - Canaval - Doade - Figueiroa | - Gundivós - Liñarán - Lobios - Millán - Neiras - Pinol - Proendos - Refoxo - Rosende - Santiorxo - Vilaescura |